# Italian Hockey League 2018-2019
L'Italian Hockey League 2018-2019 è il secondo livello (Serie B) del Campionato italiano di hockey su ghiaccio giocato nella stagione 2018-2019. Come per gli ultimi due anni, la Coppa Italia viene assegnata alle squadre iscritte in questo torneo.

## Formazioni
Al campionato cadetto poterono iscriversi tutte le società iscritte l'anno precedente allo stesso torneo, oltre che eventuali squadre di Serie A che avessero optato di autoretrocedersi e la società vincitrice del campionato di IHL Divisione 1 (la vecchia Serie C). Salirà tuttavia in Serie A il Milano Rossoblu (che l'anno precedente si era classificato terzo), grazie a una wild card concessa dalla Federazione; l'HC Chiavenna e l'HC Feltreghiaccio a sorpresa (la Federazione ne aveva già ufficializzato l'iscrizione) abbandoneranno invece il torneo, iscrivendosi in terza serie per motivi economici, mentre si iscriverà in questo campionato l'HC Bressanone, che l'anno precedente aveva vinto la Serie C. Rispetto alla stagione passata le squadre iscritte al torneo scendono così da 12 a 10. Il Fiemme muterà denominazione (da Hockey Club Fiemme a Valdifiemme Hockey Club grazie all'inglobamento dell'Hockey Club Cornacci, procedura comunque già avvenuta la primavera precedente).
| Alleghe Hockey              | Veneto              | Alleghe (BL)                       | Stadio Alvise De Toni               | 2.500 |
| Hockey Como                 | Lombardia           | Como                               | Palaghiaccio Casate                 | 2.500 |
| HC Varese                   | Lombardia           | Varese                             | PalAlbani                           | 1.200 |
| SC Auer                     | Trentino-Alto Adige | Ora (BZ)                           | Eisplatz Schwarzenbach              | 500   |
| Hockey Pergine              | Trentino-Alto Adige | Pergine Valsugana (TN)             | Stadio del ghiaccio di Pergine      | 2.500 |
| HC Merano J                 | Trentino-Alto Adige | Merano (BZ)                        | MeranArena                          | 3.000 |
| HC Eppan Campione in carica | Trentino-Alto Adige | Appiano sulla Strada del Vino (BZ) | Stadio del ghiaccio di Appiano      | 1.500 |
| SV Kaltern                  | Trentino-Alto Adige | Caldaro sulla strada del vino (BZ) | Palaghiaccio Caldaro                | 1.500 |
| Valdifiemme HC              | Trentino-Alto Adige | Cavalese (TN)                      | Palazzetto del Ghiaccio di Cavalese | 2.300 |
| HC Bressanone               | Trentino-Alto Adige | Bressanone (BZ)                    | Palaghiaccio Bressanone             | 2.500 |

## Formula
Come l'anno precedente, si giocherà dapprima la regular season, successivamente le squadre verranno suddivise in due gironi, il Master Round (comprendente le prime 5 classificate) ed il Relegation Round (comprendente le ultime 5). Le prime tre classificate nel Relegation Round si classificheranno ai playoff come 6ª, 7ª ed 8ª squadra mentre non si giocheranno i playout. Le squadre partiranno con il punteggio acquisito al termine della stagione regolare diviso per tre ed arrotondato per difetto.
I playoff verranno disputati con la serie del best of five, con diritto di giocare in casa la prima, la terza, la eventuale quinta partita la meglio classificata dopo il girone di Master Round.
La vincente del torneo avrà il diritto di giocare il prossimo campionato di Italian Hockey League - Serie A, mentre la squadra ultima arrivata in classifica del Qualification Round scenderà in Italian Hockey League - Division 1 (ex Serie C). Restando impregiudicato il diritto della vincente del campionato di IHL Division 1 - 2018-2019 a disputare il prossimo Campionato IHL e se non vi saranno autoretrocessioni dal Campionato IHL Serie A, al fine del raggiungimento del numero minimo di squadre partecipanti, la squadra ultima classificata del Campionato IHL attuale potrà tuttavia essere ripescata nel Campionato IHL nella stagione sportiva 2019-2020 (il biennio precedente, quando erano previsti anche i playout, questi nemmeno vennero disputati, sempre per consentire di arrivare ad avere un numero minimo di squadre nella cadetteria, che nelle intenzioni della Federazione dovevano essere almeno 14).

### Classifica
In caso di parità, per la determinazione della classifica finale del campionato valgono le seguenti regole a scalare:
1. Sommatoria punti conquistati negli incontri diretti,
2. Differenza reti negli incontri diretti,
3. Differenza reti globale,
4. In caso di ulteriore parità si procederà all’estrazione da parte della FISG.

## Stagione regolare

### Classifica
| Pos. | Squadra           | Pt | G  | V  | VOT | POT | P  | GF | GS |
| ---- | ----------------- | -- | -- | -- | --- | --- | -- | -- | -- |
| 1.   | Kaltern-Caldaro   | 43 | 18 | 13 | 2   | 0   | 3  | 73 | 27 |
| 2.   | Merano            | 35 | 18 | 11 | 1   | 0   | 6  | 70 | 42 |
| 3.   | Eppan-Appiano     | 31 | 18 | 9  | 2   | 0   | 7  | 52 | 45 |
| 4.   | Pergine           | 30 | 18 | 9  | 0   | 3   | 6  | 55 | 50 |
| 5.   | Bressanone-Brixen | 30 | 18 | 9  | 1   | 1   | 7  | 55 | 52 |
| 6.   | Valdifiemme       | 29 | 18 | 8  | 2   | 1   | 7  | 59 | 53 |
| 7.   | Varese            | 24 | 18 | 6  | 2   | 2   | 8  | 62 | 69 |
| 8.   | Aurora Frogs      | 18 | 18 | 6  | 0   | 0   | 12 | 51 | 77 |
| 9.   | Alleghe           | 15 | 18 | 5  | 0   | 0   | 13 | 47 | 77 |
| 10.  | Como              | 15 | 18 | 4  | 0   | 3   | 11 | 45 | 77 |

Legenda:

      Ammesse ai playoff ed al Master Round
      Ammesse al Relegation Round
Note:

Tre punti a vittoria, due punti a vittoria dopo overtime o rigori, un punto a sconfitta dopo overtime o rigori, zero a sconfitta.

## Master e Relegation Round
Le squadre partono con un terzo dei punti conquistati durante la regular season, arrotondato per difetto. 

### Master Round

#### Classifica
| Pos. | Squadra           | Pt | G | V | VOT | POT | P | GF | GS |
| ---- | ----------------- | -- | - | - | --- | --- | - | -- | -- |
| 1.   | Merano            | 32 | 8 | 6 | 1   | 1   | 0 | 31 | 17 |
| 2.   | Eppan-Appiano     | 26 | 8 | 5 | 0   | 1   | 2 | 29 | 23 |
| 3.   | Kaltern-Caldaro   | 25 | 8 | 2 | 2   | 1   | 3 | 24 | 20 |
| 4.   | Pergine           | 16 | 8 | 2 | 0   | 0   | 6 | 29 | 41 |
| 5.   | Bressanone-Brixen | 16 | 8 | 1 | 1   | 1   | 5 | 18 | 30 |

Le squadre sono partite con il punteggio acquisito al termine della stagione regolare diviso per tre ed arrotondato per difetto.

### Relegation Round

#### Classifica
| Pos. | Squadra      | Pt | G | V | VOT | POT | P | GF | GS |
| ---- | ------------ | -- | - | - | --- | --- | - | -- | -- |
| 6.   | Valdifiemme  | 30 | 8 | 7 | 0   | 0   | 1 | 43 | 17 |
| 7.   | Varese       | 23 | 8 | 4 | 1   | 1   | 2 | 31 | 24 |
| 8.   | Alleghe      | 17 | 8 | 4 | 0   | 0   | 4 | 30 | 23 |
| 9.   | Aurora Frogs | 14 | 8 | 2 | 1   | 0   | 5 | 16 | 33 |
| 10.  | Como         | 9  | 8 | 1 | 0   | 1   | 6 | 20 | 43 |

Le squadre sono partite con il punteggio acquisito al termine della stagione regolare diviso per tre ed arrotondato per difetto.

## Playoff

### Tabellone
- Tutte le serie al meglio delle cinque gare, si qualifica la squadra che vince tre incontri.
- La squadra con il miglior piazzamento in classifica disputa il primo e il terzo (più eventuale quinto) incontro in casa.

|  | Quarti di finale | Quarti di finale  | Quarti di finale  | Quarti di finale  | Quarti di finale | Quarti di finale | Quarti di finale |  |  | Semifinali        | Semifinali        | Semifinali        | Semifinali      | Semifinali | Semifinali | Semifinali |   |   | Finale | Finale | Finale | Finale | Finale | Finale | Finale |  |
|  |                  |                   |                   |                   |                  |                  |                  |  |  |                   |                   |                   |                 |            |            |            |   |   |        |        |        |        |        |        |        |  |
|  | 1                | Merano            | Merano            | Merano            | 7                | 6                | 10               |  |  |                   |                   |                   |                 |            |            |            |   |   |        |        |        |        |        |        |        |  |
|  | 8                | Alleghe           | Alleghe           | Alleghe           | 3                | 2                | 4                |  |  | Merano            | Merano            | Merano            | 3               | 1          | 4          | 5          |   |   |        |        |        |        |        |        |        |  |
|  | 4                | Pergine           | Pergine           | Pergine           | 3                | 2                | 3                |  |  | Bressanone-Brixen | Bressanone-Brixen | Bressanone-Brixen | 0               | 2          | 2          | 1          |   |   |        |        |        |        |        |        |        |  |
|  | 5                | Bressanone-Brixen | Bressanone-Brixen | Bressanone-Brixen | 6                | 3                | 4‡               |  |  |                   |                   |                   |                 |            |            |            |   |   | Merano | Merano | 2      | 3†     | 5†     | 2      | 1      |  |
|  | 2                | Eppan-Appiano     | Eppan-Appiano     | 3                 | 4                | 6                | 3‡               |  |  |                   |                   | Kaltern-Caldaro   | Kaltern-Caldaro | 3          | 2          | 4          | 3 | 2 |        |        |        |        |        |        |        |  |
|  | 7                | Varese            | Varese            | 2                 | 5‡               | 1                | 2                |  |  | Eppan-Appiano     | Eppan-Appiano     | Eppan-Appiano     | 4               | 0          | 4          | 1          |   |   |        |        |        |        |        |        |        |  |
|  | 3                | Kaltern-Caldaro   | 1                 | 5                 | 2                | 1                | 5                |  |  | Kaltern-Caldaro   | Kaltern-Caldaro   | Kaltern-Caldaro   | 5‡              | 3          | 1          | 3          |   |   |        |        |        |        |        |        |        |  |
|  | 6                | Valdifiemme       | 4                 | 6†                | 1                | 0                | 2                |  |  |                   |                   |                   |                 |            |            |            |   |   |        |        |        |        |        |        |        |  |

Legenda:
† = Partita terminata ai tempi supplementari
‡ = Partita terminata ai tiri di rigore

## Classifica finale
| Pos. | Squadra           |
| ---- | ----------------- |
| 1    | Kaltern-Caldaro   |
| 2    | Merano            |
| 3    | Eppan-Appiano     |
| 4    | Bressanone-Brixen |
| 5    | Pergine           |
| 6    | Valdifiemme       |
| 7    | Varese            |
| 8    | Alleghe           |
| 9    | Aurora Frogs      |
| 10   | Como              |

## Verdetti
- Campione dell'Italian Hockey League:  Kaltern-Caldaro
- Retrocessa in Italian Hockey League - I Division:  Como (il Como sarà poi ripescato[2])